# تجربه دوست‌دختر (فیلم)
تجربه دوست‌دختر (انگلیسی: The Girlfriend Experience) فیلمی در ژانر برشی از زندگی و درام به کارگردانی استیون سودربرگ با بازی هنرپیشه پورنوگرافی آن زمان ساشا گری محصول سال ۲۰۰۹ است.